# Nippon Keijidōsha
Nippon Keijidōsha Company war ein Hersteller von Kraftfahrzeugen aus Japan.

## Unternehmensgeschichte
Das Unternehmen aus Kawaguchi begann 1952, 1953 oder 1954 mit der Produktion von Personenkraftwagen. Der Markenname lautete laut einer Quelle zunächst Nikkei-Taro, später NJ. Andere Quellen nennen nur NJ. 1956 endete die Pkw-Produktion. Außerdem entstanden kleine Nutzfahrzeuge. Eine Quelle gibt dafür den Markennamen Constac und das Jahr 1961 an.

## Fahrzeuge
Im Angebot standen Kleinstwagen der Klasse der Kei-Car. Ein luftgekühlter Zweizylinder-Viertaktmotor mit 360 cm³ Hubraum und 12 PS Leistung war im Heck montiert. Das Dreiganggetriebe war unsynchronisiert. Einziges Pkw-Modell war ein zweisitziger Roadster mit viel Chrom, der den damaligen Modellen von Crosley Motors ähnelte.
Die Nutzfahrzeuge hatten die gleiche Basis. Abgebildet sind Kastenwagen mit hinteren Seitenfenstern und Pick-up.